# Raimundo Tupper
Pour les articles homonymes, voir Tupper.
Raimundo Tupper Lyon est un footballeur chilien, né le 7 janvier 1969 à Santiago (Chili) et mort le 20 juillet 1995 à San José, Costa Rica.

## Biographie
Attaquant de l'Universidad Católica, Raimundo Tupper fait partie de l'équipe du Chili qui a terminé à la quatrième place la Coupe du monde de football des moins de 20 ans 1987, disputée à domicile.
Au poste d'arrière gauche, il a réalisé de belles performances lors de la Copa Libertadores 1993 et de la Copa Interamericana cette saison-là, qui s'est jouée l'année suivante.
Une longue lutte contre la dépression l'a conduit à la mort à San José, au Costa Rica.

## Carrière
- 1985-1995 : Universidad Católica

## Palmarès
- Vainqueur de la Coupe du Chili en 1991 avec l'Universidad Católica
- Champion du Chili en 1987 avec l'Universidad Católica
- Vainqueur de la Copa Interamericana de 1993 avec  l'Universidad Católica